# Кехта (река, впадает в Охотское море)
Кехта (Сёмужная река) — река на полуострове Камчатка в России.
Длина реки — 73 км. Площадь водосборного бассейна — 657 км². Протекает по территории Соболевского района Камчатского края. Впадает в Охотское море.

## Притоки
Объекты перечислены по порядку от устья к истоку.
- 1 км: Кунтово
- 15 км: река без названия
- 27 км: река без названия

## Данные водного реестра
По данным государственного водного реестра России относится к Анадыро-Колымскому бассейновому округу.
По данным геоинформационной системы водохозяйственного районирования территории РФ, подготовленной Федеральным агентством водных ресурсов:
- Код водного объекта в государственном водном реестре — 19080000212120000027850